# Marcel Guieysse
Marcel Guieysse (Caudan, 21 d'agost del 1881 - 1967), fou un nacionalista bretó. Era fill de Pierre-Paul Guieysse, ministre de Colònies de 1895 a 1896, diputat radical i republicà per Morbihan. El 1925 fou president de l'associació Kengarantez-Vreiz. El 1936, membre eminent del Partit Nacional Bretó, publicà : La Langue Bretonne.
Participà en l'establiment del Comitè Nacional Bretó a Pontivy el juliol de 1940. Proper a Olier Mordrel, fou president de la secció del Partit Nacional Bretó de Morbihan l'octubre 1940. Formà part de l'organització Bezen Perrot, el 1944, amb la seva filla Denise, a Rennes. Fou capturat i jutjat el 1946. Assumí la totalitat de les accions de «Breiz Atao» durant la guerra i fou condemnat a cinc anys de presó.